# Elecciones municipales de 1983 en Madrid
Las elecciones municipales de 1983 se celebraron en Madrid el domingo 8 de mayo, de acuerdo con el Real Decreto de convocatoria de elecciones locales en España dispuesto el 9 de marzo de 1983 y publicado en el Boletín Oficial del Estado el día 10 de marzo. El número de concejales se redujo de 59 a 57. Los concejales del pleno del Ayuntamiento de Madrid se eligieron a través de un sistema proporcional (método d'Hondt), con listas cerradas y un umbral electoral del 5 %.

## Resultados
El Partido Socialista Obrero Español (PSOE) ganó con una mayoría absoluta de 30 escaños y un 48,7% del voto. La Coalición Popular, la coalición electoral dirigida por Alianza Popular (AP) e incluyendo el Partido Democrático Popular (PDP) y la Unión Liberal (UL), consolidó sus buenos resultados conseguidos previamente en las elecciones generales de España de 1982 y emergió como la segunda fuerza política en la ciudad, con un 38'0% de votos y 23 escaños. Entretanto, para el Partido Comunista de España (PCE) su voto cayó a raíz del crecimiento del PSOE, perdiendo más de la mitad de sus escaños y obteniendo 4.
La Unión de Centro Democrático (UCD) había colapsado en las elecciones generales de octubre, y se había deshecho a principios de 1983. El partido Centro Democrático y Social (CDS) fue su sucesor y se presentó a los comicios, pero no consiguió obtener representación.
Los resultados completos se detallan a continuación:
| Candidatura                                  | Candidatura                                                         | Votos     | %                                        | Concejales                               |                                          |
| -------------------------------------------- | ------------------------------------------------------------------- | --------- | ---------------------------------------- | ---------------------------------------- | ---------------------------------------- |
|                                              | Partido Socialista Obrero Español (PSOE)                            | 803 983   | 48,65                                    | 30                                       | 5                                        |
|                                              | Alianza Popular-Partido Demócrata Popular-Unión Liberal (AP-PDP-UL) | 627 189   | 37,95                                    | 23                                       | 23                                       |
|                                              | Partido Comunista de España (PCE)                                   | 113 150   | 6,85                                     | 4                                        | 5                                        |
| Centro Democrático y Social (CDS)            | Centro Democrático y Social (CDS)                                   | 50 254    | 3,04                                     | 0                                        | -                                        |
| Partido Democrático liberal (PDL)            | Partido Democrático liberal (PDL)                                   | 44 058    | 2,67                                     | 0                                        | -                                        |
| Partido Socialista de los Trabajadores (PST) | Partido Socialista de los Trabajadores (PST)                        | 5807      | 0,35                                     | 0                                        | -                                        |
| Partido Comunista Obrero Español (PCOE)      | Partido Comunista Obrero Español (PCOE)                             | 3366      | 0,20                                     | 0                                        | -                                        |
| Cultura Natural (CN)                         | Cultura Natural (CN)                                                | 2388      | 0,14                                     | 0                                        | -                                        |
| Liga Comunista revolucionaria (LCR)          | Liga Comunista revolucionaria (LCR)                                 | 1566      | 0,09                                     | 0                                        | -                                        |
| Coalición de Lucha Popular (CLP)             | Coalición de Lucha Popular (CLP)                                    | 860       | 0,05                                     | 0                                        | -                                        |
| Unión de Centro Democrático (UCD)            | Unión de Centro Democrático (UCD)                                   | N/A       | N/A                                      | 0                                        | 25                                       |
| Votos en blanco                              | Votos en blanco                                                     | 0         | 0,00                                     |                                          | n/a                                      |
| Votos válidos                                | Votos válidos                                                       | 1 652 621 | 100,00                                   | 57                                       | 2                                        |
| Votos nulos                                  | Votos nulos                                                         | 0         | Participación: \| \| 69,37 % \|(+3,39 %) | Participación: \| \| 69,37 % \|(+3,39 %) | Participación: \| \| 69,37 % \|(+3,39 %) |
| Votantes                                     | Votantes                                                            | 1 652 621 | Participación: \| \| 69,37 % \|(+3,39 %) | Participación: \| \| 69,37 % \|(+3,39 %) | Participación: \| \| 69,37 % \|(+3,39 %) |
| Censo                                        | Censo                                                               | 2 382 260 | Participación: \| \| 69,37 % \|(+3,39 %) | Participación: \| \| 69,37 % \|(+3,39 %) | Participación: \| \| 69,37 % \|(+3,39 %) |
|                                              | 69,37 %                                                             |           |                                          |                                          |                                          |

## Concejales electos

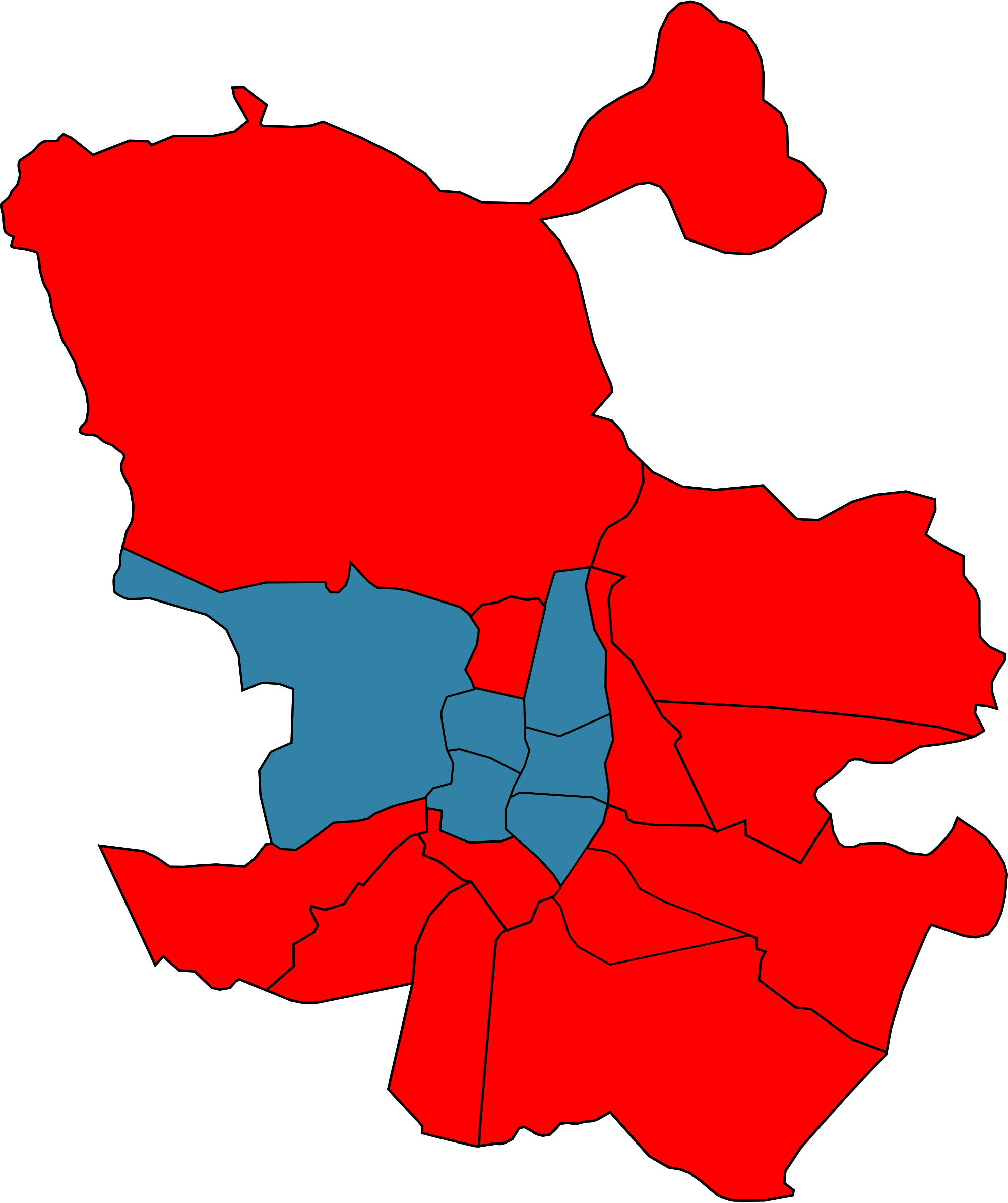
Partido más votado por distrito:
Partido Socialista Obrero Español
AP-PDP-UL

Relación de concejales electos. El cabeza de lista de la candidatura de AP-PDP-UL Jorge Verstrynge prefirió continuar como diputado.
| N.º | Nombre                           | Lista | Lista     |
| --- | -------------------------------- | ----- | --------- |
| 1   | Enrique Tierno Galván            |       | PSOE      |
| 2   | José María Álvarez del Manzano   |       | AP-PDP-UL |
| 3   | Juan Barranco Gallardo           |       | PSOE      |
| 4   | Enrique Villoría Martínez        |       | AP-PDP-UL |
| 5   | Francisco Javier Angelina        |       | PSOE      |
| 6   | Esperanza Aguirre Gil de Biedma  |       | AP-PDP-UL |
| 7   | Emilio García Horcajo            |       | PSOE      |
| 8   | Enrique Moral Sandoval           |       | PSOE      |
| 9   | Carlos López Collado             |       | AP-PDP-UL |
| 10  | Manuel Mella Márquez             |       | PSOE      |
| 11  | José Ignacio Wert Ortega         |       | AP-PDP-UL |
| 12  | Saturnino Zapata Llerena         |       | PSOE      |
| 13  | Adolfo Pastor                    |       | PCE       |
| 14  | José Antonio García Alarilla     |       | AP-PDP-UL |
| 15  | Miguel Lara Ruiz                 |       | PSOE      |
| 16  | Manuel Martínez Blanco           |       | AP-PDP-UL |
| 17  | Pilar Fernández Rodríguez        |       | PSOE      |
| 18  | Valentín Medel Ortega            |       | PSOE      |
| 19  | Vicente Diez Zazo                |       | AP-PDP-UL |
| 20  | José María de la Riva            |       | PSOE      |
| 21  | Elena García Alcañiz             |       | AP-PDP-UL |
| 22  | Manuel Rodríguez Franco          |       | PSOE      |
| 23  | Pablo Población Palomo           |       | AP-PDP-UL |
| 24  | Alfredo Tejero Casajus           |       | PSOE      |
| 25  | Manuel Ortuño Martínez           |       | PSOE      |
| 26  | Clemente Torres Palomo           |       | AP-PDP-UL |
| 27  | Francisco Herrera                |       | PCE       |
| 28  | Ramón Herrero Marin              |       | PSOE      |
| 29  | Luis Gerardo López Delgado       |       | AP-PDP-UL |
| 30  | Pilar García Sacristán           |       | PSOE      |
| 31  | Luis Eduardo Cortés              |       | AP-PDP-UL |
| 32  | Jesús Espelosín Atienza          |       | PSOE      |
| 33  | José Enrique Fernández del Campo |       | AP-PDP-UL |
| 34  | Francisca Martínez Garrido       |       | PSOE      |
| 35  | Francisco Garrido Hernández      |       | PSOE      |
| 36  | Alberto Ruiz Gallardón           |       | AP-PDP-UL |
| 37  | Ginés Meléndez González          |       | PSOE      |
| 38  | Gonzalo Robles Orozco            |       | AP-PDP-UL |
| 39  | Francisco Contreras Lorenzo      |       | PSOE      |
| 40  | José García Ogalla               |       | PCE       |
| 41  | Fernando Garcia Notario          |       | AP-PDP-UL |
| 42  | Benito Martín Lozano             |       | PSOE      |
| 43  | Castor Iglesias Sanzo            |       | PSOE      |
| 44  | Miguel Sanchiz                   |       | AP-PDP-UL |
| 45  | Pilar García Peña                |       | PSOE      |
| 46  | Angel Delgado Gómez              |       | AP-PDP-UL |
| 47  | Francisco Prieto Peromingo       |       | PSOE      |
| 48  | Ángel Matanzo España             |       | AP-PDP-UL |
| 49  | Leandro Crespo Valera            |       | PSOE      |
| 50  | José Luis Suárez García          |       | AP-PDP-UL |
| 51  | Victoriano Granizo Fernández     |       | PSOE      |
| 52  | Joaquín García Pontes            |       | PSOE      |
| 53  | Luis Peral Guerra                |       | AP-PDP-UL |
| 54  | Mario Nolla                      |       | PCE       |
| 55  | Francisco José Jiménez Martín    |       | PSOE      |
| 56  | José Luis Domínguez de Posada    |       | AP-PDP-UL |
| 57  | Juan Lobato Valero               |       | PSOE      |

## Acontecimientos posteriores
A raíz de la elección el cabeza de lista de la candidatura del PSOE, el alcalde saliente Enrique Tierno Galván, fue reinvestido alcalde de Madrid. Tierno Galván moriría en el cargo a la mitad de su legislatura por causas naturales, siendo sustituido por su colega de partido Juan Barranco.